# Donatella Della Nora
Donatella Della Nora (Roma, 10 luglio 1935 – Roma, 3 dicembre 1971) è stata un'attrice italiana.

## Biografia
Esordisce al cinema nel film di Federico Fellini La dolce vita, nel quale interpreta una giornalista. Le sue partecipazioni nei film commedia a cavallo tra gli anni sessanta e anni settanta sono caratterizzate sovente dal ruolo stereotipato della zitella di scarsa avvenenza con difficoltà a trovare un marito.
Da ricordare l'impiegata che tenta di incastrare Nino Manfredi nel film I complessi; sempre con Manfredi interpreta la parte di una zitella anche nel film Straziami ma di baci saziami. L'ultima apparizione è nel ruolo di Annelise Jørgensen, segretaria poco apprezzata e poi adorata di Lando Buzzanca nel film Il vichingo venuto dal sud.
Muore a Roma nel 1971 a 36 anni; è sepolta al cimitero Flaminio.

## Filmografia
- La dolce vita, regia di Federico Fellini (1960)
- Boccaccio '70, regia di Federico Fellini, episodio Le tentazioni del dottor Antonio (1962)
- Il mio amico Benito, regia di Giorgio Bianchi (1962)
- Frenesia dell'estate, regia di Luigi Zampa (1963)
- I complessi, regia di Dino Risi, episodio Una giornata decisiva (1965)
- Straziami ma di baci saziami, regia di Dino Risi (1968)
- Sissignore, regia di Ugo Tognazzi (1968)
- Gli infermieri della mutua, regia di Giuseppe Orlandini (1969)
- Il vichingo venuto dal sud, regia di Steno (1971)

## Doppiatrici italiane
- Wanda Tettoni in Il mio amico Benito
- Cesarina Gheraldi in Frenesia dell'estate
- Renata Marini in Straziami ma di baci saziami
- Francesca Palopoli in Gli infermieri della mutua